# Diabelski Most w Krakowie
Diabelski Most – zabytkowa budowla, jeden z obiektów austriackiej Twierdzy Kraków. Znajduje się w zachodniej części Krakowa, w dzielnicy VII, na skrzyżowaniu ul. Malczewskiego z al. Waszyngtona na Zwierzyńcu.
Jest to wiadukt drogowy zbudowany przez austriackich inżynierów wojskowych, zapewniający bezkolizyjny ruch na skrzyżowaniu dróg: dojazdowej do fortu Kościuszko (dzisiejsza al. Waszyngtona, wtedy ul. bł. Bronisławy) oraz drogi rokadowej (dzisiejsza ul. Malczewskiego).
Aby powstało bezkolizyjne skrzyżowanie, drogę do fortu poprowadzono po nasypie o wysokości ok. 4 metrów. Most zbudowany jest z ciosów wapiennych oraz cegieł. Powstał w latach 1855-1870. W 2010 r. przeprowadzono generalny remont mostu, na nowo wymurowano kamienne mury oporowe, ceglane sklepienie i ceglane balustrady oraz wykonano kamienne odpływy dla wody deszczowej.
Nazwa mostu pochodzi od legendy, według której miał się tu niekiedy pojawiać nocą diabeł Kusy, przybiegający podobno gdzieś z okolic Błoń.

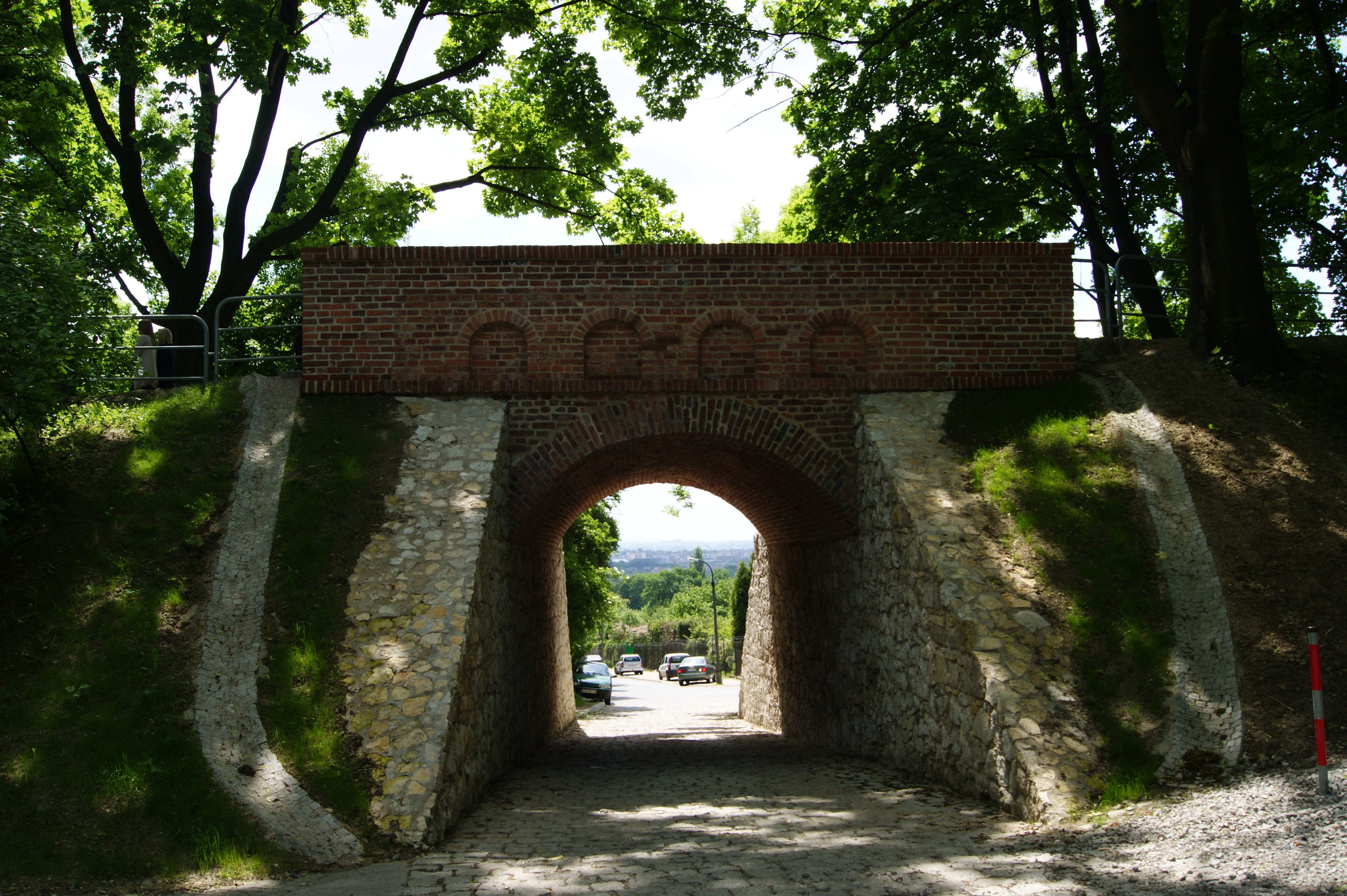
Widok z północy (po remoncie wykonanym w 2010 r.)
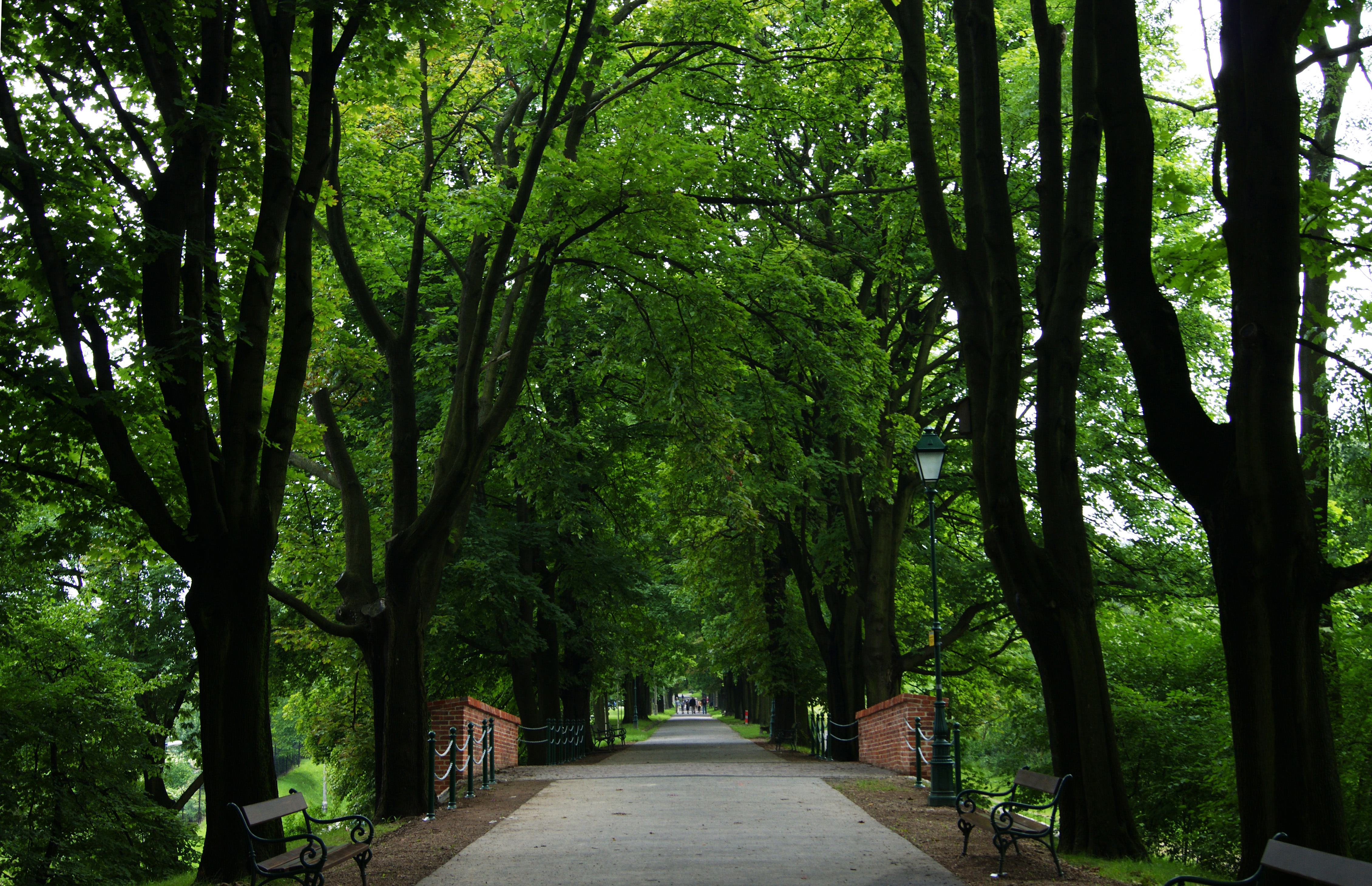
Al. Waszyngtona i Diabelski Most
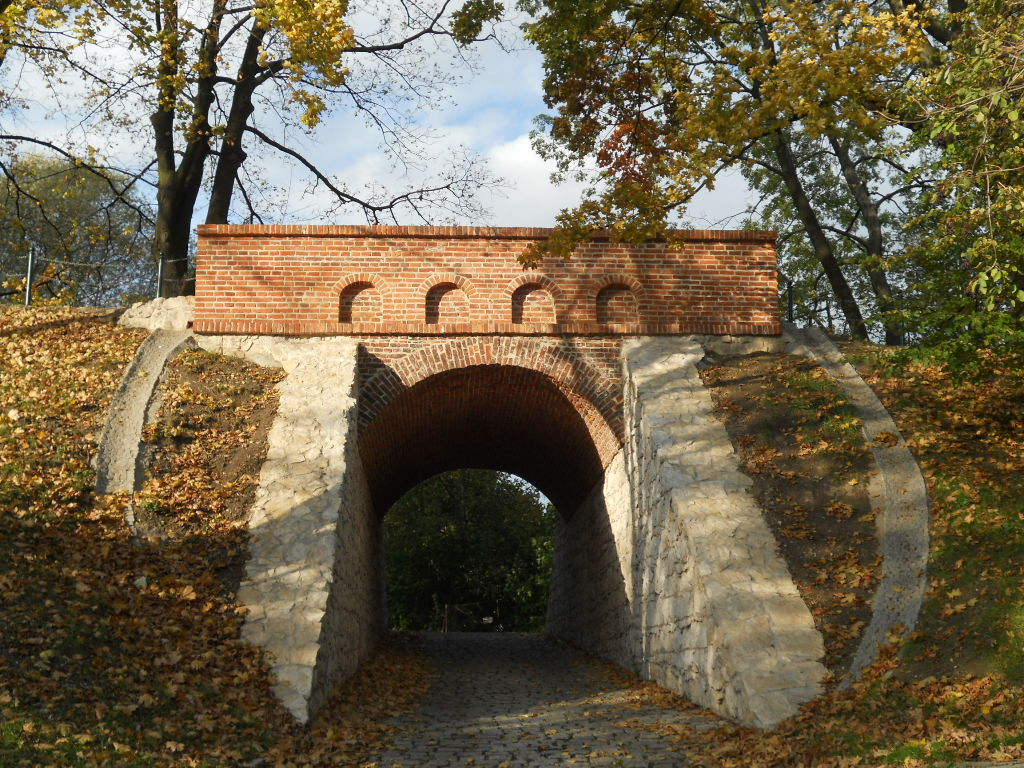
Diabelski Most (po remoncie wykonanym w 2010 r.) w jesiennej scenerii